# Tedi Papavrami
Tedi Papavrami, född den 13 maj 1971 i Tirana i Albanien, är en albansk violinist. Han studerade violin för sin far Robert Papavrami, en välkänd musiklärare.
Vid åtta års ålder uppträdde han inför publik i Sarasates Airs Bohémiens med Tiranas filharmoniska orkester, och tre år senare fick han sitt första pris vid en välgörenhetskonsert.
I september 1982 erhöll han ett stipendium av franska staten. Pierre Amoyal var hans lärare i skolan CNSMP Conservatoire i Paris. Han fortsatte ensam i sina konserter ibland med hjälp av Zino Francescatti och Viktoria Mullova.
1992 vann han George Enescu-priset av SACEM, 1993 förstapriset på Sarasatetävlingen i Pamplona och likaså det speciella priset av publiken.
Han uppträdde i flera europeiska länder, i Sydafrika och i Mindre Asien med kända orkester som Bayerische Rundfunk-symfonier, Bolognaorkestern och Orchestre de Paris i flera världskända festivaler; Montreux, Schleswig Holstein, Newport, Rhode Island och flera andra.
Under perioden 1998–1999 spelade han i Tyskland, Spanien, Schweiz, Italien, Frankrike (inklusive tre föreställningar i Paris) och Monaco med orkestern Philharmonique de Monte Carlo, dirigerad av Zdenek Macal. Mellan åren 1999 och 2000 spelade han på konserter i Marseille, Lille, Paris, München, Madrid, Cordoba, Bryssel, Israel och andra platser.
Tedi Papavrami har även översatt några böcker av Ismail Kadare till franska.